# Jure Radelj
Jure Radelj (* 26. November 1977 in Ljubljana) ist ein ehemaliger slowenischer Skispringer.

## Werdegang
Radelj begann bereits früh in seiner Heimat Ljubljana mit dem Skispringen. Am 28. März 1993 stand er im Alter von 15 Jahren erstmals im A-Nationalkader für ein Weltcup-Springen und beendete das Springen auf der Großschanze in Planica auf dem 56. Platz. Am 30. Dezember 1995 konnte er in Oberstdorf beim Auftaktspringen zur Vierschanzentournee 1995/96 erstmals mit Platz 27 Weltcup-Punkte gewinnen. Beim Springen in Bischofshofen am 6. Januar 1996 gelang ihm sogar mit Platz 22 eine weitere Steigerung.
Bei der Skiflug-Weltmeisterschaft 1996 am Kulm gelang ihm der Sprung auf den 49. Platz. In den folgenden Weltcup-Springen verpasste er die Punkte teilweise nur knapp oder landete auf den hinteren Punkterängen. Am 22. Februar 1997 sprang er bei der Nordischen Skiweltmeisterschaft 1997 in Trondheim im Springen auf der Normalschanze auf den 45. Platz. Bei der Skiflug-Weltmeisterschaft 1998 in Oberstdorf erreichte er den 29. Platz. Die Saison 1999/2000 begann wie auch die Vorsaison mit wechselnden Ergebnissen in den hinteren Punkterängen. Bei der Nordischen Skiweltmeisterschaft 1999 in Ramsau am Dachstein wurde er auf der Großschanze 31. und erreichte im Teamspringen gemeinsam mit Damjan Fras, Primož Peterka und Peter Žonta den 5. Platz, noch vor dem Team aus Norwegen. Auch in den auf die Weltmeisterschaft folgenden Weltcups sowie dem Sommer-Grand-Prix 2000 blieb er weitestgehend erfolglos. Erst zu Beginn der Weltcup-Saison 2000/01 konnte er erneut auf vordere Plätze springen. So erreichte er bereits im ersten Weltcup-Springen der Saison im finnischen Kuopio den 7. Platz. Eine Woche später sprang er auf gleicher Schanze auf den 6. Platz. bei der Nordischen Skiweltmeisterschaft 2001 in Lahti kam er auf der Normalschanze auf den 47. und auf der Großschanze auf den 21. Platz. Im Teamspringen erreichte er mit der Mannschaft den 5. Platz auf der Großschanze und den 6. Platz auf der Normalschanze.
Nach der Weltmeisterschaft ließen die Leistungen von Radelj stetig nach, weshalb er am 24. November 2001 sein letztes Weltcup-Springen in Kuopio absolvierte. Er wurde jedoch in den Kader für den Continental Cup aufgenommen und sprang sein erstes Springen dort am 2. Januar 2002 in Innsbruck. Nach mehreren guten Resultaten in dieser Serie, startete er ab dem 18. Januar 2003 erneut im A-Nationalkader bei Weltcup-Springen. Er erreichte jedoch keine Ergebnisse innerhalb der Punkteränge, weshalb er ab Februar 2003 erneut im Continental Cup antrat. Am 21. März 2003 stand er nochmals im Team für den Skiflug-Weltcup in Planica und wurde dort im Teamspringen Fünfter und kam im Einzelspringen auf den 33. Platz. Nachdem er die folgenden Continental-Cup-Springen bis auf eine Ausnahme alle in den Top 10 beendete und das Springen in Valenje sogar gewinnen konnte, wurde er am 29. November 2003 erneut für ein Weltcup-Springen nominiert. In Kuusamo kam er jedoch auf der Großschanze nicht über den 51. Platz hinaus. So blieb für ihn auch weiterhin nur das Springen im Continental Cup. Am 21. Januar 2006 wurde er für einen Test für das Weltcup-Springen im japanischen Sapporo nominiert. In den beiden Springen konnte er mit Platz 23 und Platz 36 noch einmal auf sich aufmerksam machen. Trotz dieses guten Ergebnisses wurde ihm die Rückkehr in den Weltcup-Kader verwehrt. Nach einer eher glücklosen Continental-Cup-Saison, bei der er mit 21 Punkten den 49. Rang belegte, beendete er nach dem Saisonfinale am 18. März 2007 in Zakopane, bei welchem er den 38. Platz erreichte, seine aktive Skisprungkarriere.